# Dirección Nacional de CEN-CINAI
La Dirección Nacional de Centros de Educación y Nutrición y de Centros Infantiles de Atención Integral (Dirección Nacional de CEN-CINAI) es el órgano de desconcentración mínima adscrito al Ministerio de Salud de Costa Rica encargado de contribuir a mejorar el estado nutricional de la población materno-infantil y el adecuado desarrollo de la niñez, brindando al niño y a la niña en condición de pobreza y/o riesgo social la oportunidad de permanecer en servicios de atención diaria de calidad. De esta manera, facilita la incorporación de las personas responsables de la tutela al proceso productivo y educativo del país. Además, estimula la participación organizada de la comunidad.

## Historia
En 1946, médicos especialistas identifican la desnutrición como un problema de salud de la niñez costarricense.
 
En 1950, el Ministerio de Salubridad firma un convenio con UNICEF para dar alimentos a los niños y niñas hasta los siete años y a las madres embarazadas.
Un año después, en 1952, se crea el primer Centro de Nutrición en Barva de Heredia. En el año 1953 funcionan nuevos centros de nutrición, en San José, Santa Ana, Puriscal, Alajuela, Naranjo y San Ramón. Los Centros de Nutrición instalados sirven de base para que varias organizaciones internacionales de ayuda donen alimentos para la distribución.

En los años posteriores, los Centros de Nutrición siguen creciendo y se consolidan. El programa tiene éxito y es apoyado por diversas leyes que le dan respaldo económico. En 1971 se incluye la educación preescolar en los Centro de Nutrición, dándose una atención integral. Surge así el nombre Centros de Educación y Nutrición (CEN). En 1977 se crean los Centros Infantiles de Nutrición y Atención Integral (CINAI) que atienden a los hijos e hijas de las madres trabajadoras durante 12 horas al día. Cuentan con el respaldo de la comunidad por medio de un Comité de Nutrición.

## Funciones
Sus funciones son:
1. Proveer servicios de protección y promoción del crecimiento y desarrollo infantil

2. Acompañar al grupo familiar en la tarea de crianza y socialización

3. Promover la participación social

## Servicios

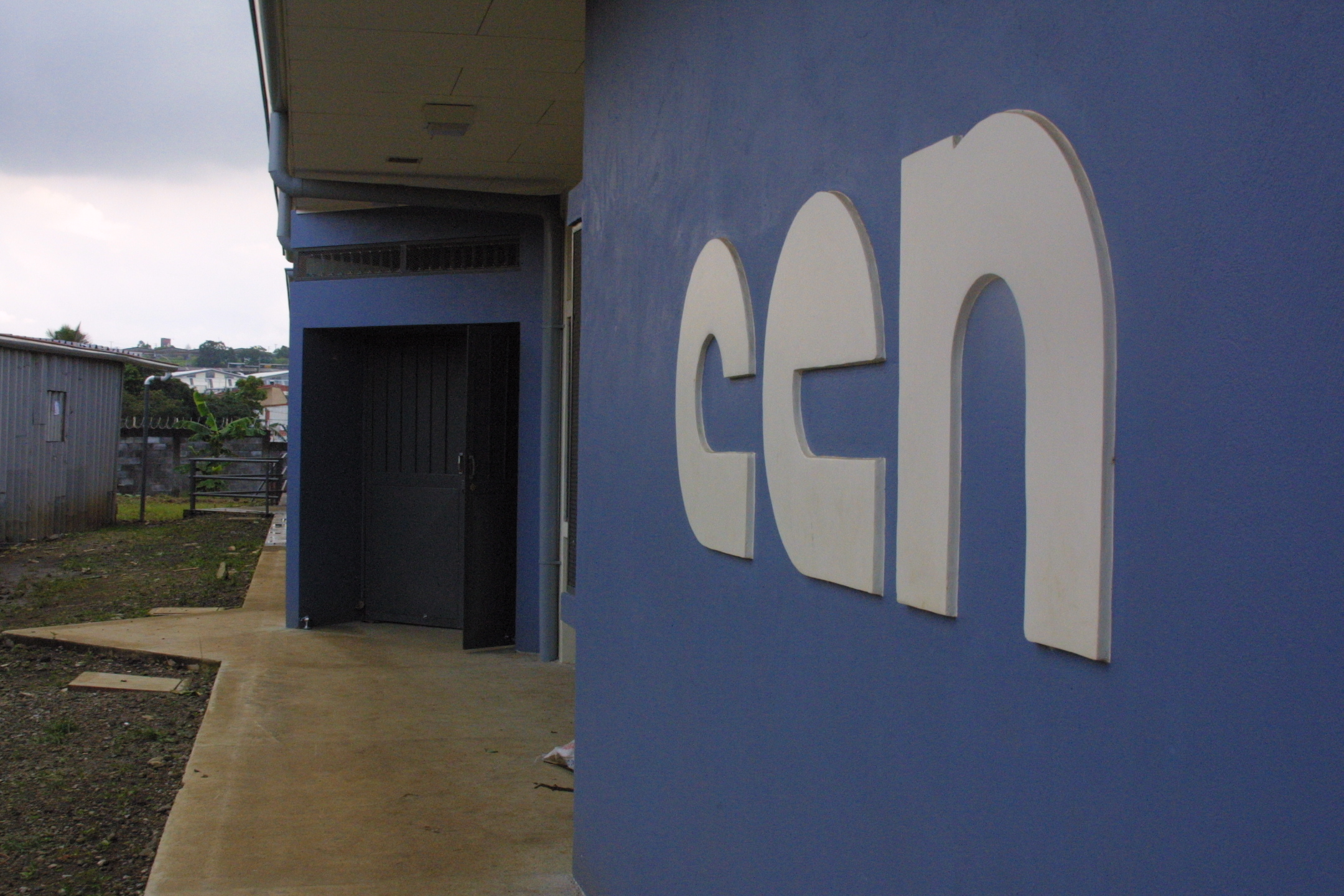
CEN en la zona norte

Los servicios son agrupadas en tres grandes áreas de intervención: Nutrición Preventiva, Atención y Protección Infantil y Promoción del Crecimiento y Desarrollo.
Nutrición Preventiva: incluye los servicios de educación alimentaria nutricional (sesiones educativas, visitas domiciliares, atención individualizada), promoción de estilos de vida saludable (hábitos alimentarios adecuados, actividad física, valores para la vida y seguridad alimentaria nutricional) y alimentación complementaria (dirigidos a niños y niñas, madres gestantes y en periodo de lactancia) que incluye:
1. Comidas Servidas: alimentos preparados y entregados diariamente en los establecimientos, se ofrece desayuno, almuerzo y merienda de la tarde.
2. Distribución de leche: una vez al mes se distribuye 1,6 kg de leche en polvo íntegra a cada niño o niña, para consumo en su hogar.
3. Distribución de paquetes de alimentos a familias: una vez al mes se distribuye a cada grupo familiar del niño o niña cuyo estado nutricional lo califica como desnutrido/a, delgado/a o con retardo en talla.

Atención y Protección Infantil: facilita a los padres, madres y responsables su incorporación en los procesos educativos y en el mercado laboral e involucra:
1. Educación inicial a preescolares
2. Apoyo educativo al escolar
3. Fomento de valores y cultura de paz
4. Atención interdisciplinaria a casos prioritarios.
5. Sesiones educativas a padres, madres y responsables

Promoción del crecimiento y desarrollo: Incluye la evaluación, registro y sistematización del estado nutricional y del desarrollo psicomotor del niño y la niña. Los indicadores analizados son, entre otros:
1. Estado nutricional (peso para edad, peso para talla, talla para edad, índice de masa corporal)
2. Nivel de desarrollo infantil
3. Nivel de agudeza visual y auditiva
4. Lenguaje

## Población beneficiaria
La institución beneficia a niños y niñas desde la gestación hasta los 13 años, en sus modalidades intramuros (dentro de los centros)  extramuros (en las comunidades donde no hay centros). También atiende a mujeres embarazadas y en periodo de lactancia, dando prioridad a adolescentes madres y mujeres que trabajan fuera del hogar.
Adicionalmente, son beneficiarias las familias de los niños y niñas, que se benefician con las acciones de apoyo en la crianza y socialización de sus hijos e hijas, así como las comunidades, que se empoderan por acciones educativas y sociales.

## Cobertura
Actualmente, la Dirección cuenta con 625 centros y atiende a un total de 171.890 clientes y beneficiarios/as entre bebés, preescolares, escolares, madres embarazadas y lactantes. La lucha, que inició contra la desnutrición infantil, ha evolucionado hasta brindar servicios de atención integral en nutrición y desarrollo infantil, especialmente para familias de escasos recursos económicos.